# Norvège au Concours Eurovision de la chanson 2009
La Norvège a participé au Concours Eurovision de la chanson 2009 à Moscou, en Russie, avec pour représentant Alexander Rybak. C'était la 48e participation de la Norvège au Concours. Elle a été représentée par la NRK, membre de l'Union européenne de radio-télévision.